# Александр Глебович
Алекса́ндр Гле́бович (ум. 1313) — князь Мстиславский (1278—1281), великий князь Смоленский (1281 или 1297—1313), старший сын Глеба Ростиславича Смоленского.

## Биография
В период нахождения своего дяди, Фёдора Ростиславича Чёрного, в Золотой Орде (с 1281), возможно, правил в Смоленске, но после возвращения Фёдора из Орды не уступил ему престол, а по воле смолян стал их князем (1297). Фёдор, женатый первым браком (с 1261) на дочери ярославского князя Василия Всеволодовича, утвердился в Ярославле и в 1298 году предпринял безуспешную попытку овладеть Смоленском, вскоре после чего умер (1299).
В 1300 году Александр вместе с братом Романом организовали поход на Дорогобуж, но были разбиты своим двоюродным братом Андреем Михайловичем Вяземским. В 1303 году Даниилом Александровичем Московским был захвачен Можайск, в котором княжил Святослав Глебович.
После смерти на брянском княжении сына Романа Михайловича, представителя династии Ольговичей, Олега, Александр посадил на брянский престол своего сына Василия. По предположению Л. Войтовича, дочь Олега Романовича была замужем за одним из смоленских князей, что дало им право претендовать на брянское княжение.

## Дети
Жена — дочь Романа брянского (?)
Дети:
- Иван (ум. 1359) — великий князь Смоленский.
- Дмитрий Святославич (смоленский князь)

Предположительно:
- Василий (ум. 1314) — князь Брянский.
- Соломонида, 1-я жена Ивана Калиты